# Palamuse
Palamuse är en ort i Estland. Den ligger i Palamuse kommun och landskapet Jõgevamaa, i den centrala delen av landet, 130 km sydost om huvudstaden Tallinn. Palamuse ligger 89 meter över havet och antalet invånare är 541.
Terrängen runt Palamuse är platt, och sluttar söderut. Runt Palamuse är det glesbefolkat, med 11 invånare per kvadratkilometer. Närmaste större samhälle är Jõgeva, 12,7 km nordväst om Palamuse. Omgivningarna runt Palamuse är en mosaik av jordbruksmark och naturlig växtlighet.